# Pierre Bonvin
Ne doit pas être confondu avec Pierre Boivin.
Pour les articles homonymes, voir Bonvin.
Pierre Bonvin (né le 3 juillet 1950 à Paris) est un athlète français, spécialiste des épreuves de sprint.

## Biographie
Sélectionné à six reprises en équipe de France d'athlétisme, Pierre Bonvin remporte la médaille d'argent du relais 4 × 2 tours lors des Championnats d'Europe en salle 1974 de Göteborg, en compagnie de Patrick Salvador, Daniel Vélasques et Lionel Malingre.

### Palmarès
| Date | Compétition                    | Lieu     | Résultat | Épreuve            |
| ---- | ------------------------------ | -------- | -------- | ------------------ |
| 1974 | Championnats d'Europe en salle | Göteborg | 2e       | Relais 4 × 2 tours |

### Records
| Épreuve | Performance | Lieu | Date |
| ------- | ----------- | ---- | ---- |
| 200 m   | 21 s 4      |      | 1973 |
| 400 m   | 46 s 9      |      | 1973 |

## Sources
- DocAthlé 2003, Fédération française d'athlétisme, p.448